# Vasco Bendini
Vasco Bendini, né le 27 février 1922 à Bologne et mort le 31 janvier 2015 à Rome, est un peintre informaliste italien.

## Biographie
Né à Bologne, Vasco Bendini a étudié à l'Académie des beaux-arts de Bologne, élève de Giorgio Morandi et de Virgilio Guidi. En 1956, il a participé à la XXVIII e Biennale de Venise, suivi par une salle qui lui est attribué lors de l'édition 1964 et celle de 1972